# هویتینن
هویتینن (Huittisten kaupunki) یک شهرک در منطقه ساتاکونتا در کشور فنلاند است.
این شهر در سال ۲۰۱۴ میلادی ۱۰٬۴۹۱ نفر جمعیت و ۵۳۹٫۵۹ کیلومتر مربع جمعیت دارد.

## شهرهای خواهرخوانده
- کیلا, استونی
- اودا, نروژ
- ستنونسوند, سوئد
- Frederiksværk, دانمارک
- خویرزوردا, آلمان
- ادندارف, آلمان